# Catherine Suckling
 (août 2022).
Si vous disposez d'ouvrages ou d'articles de référence ou si vous connaissez des sites web de qualité traitant du thème abordé ici, merci de compléter l'article en donnant les références utiles à sa vérifiabilité et en les liant à la section « Notes et références ».
Catherine Suckling (9 mai 1725, Barsham - 26 décembre 1767, Burnham Thorpe) est la mère de l'amiral Horatio Nelson.

## Biographie
Fille du révérend Maurice Suckling, Catherine est née à Barsham, dans le Suffolk. Son père est mort lorsqu'elle avait cinq ans. Sa mère Ann déménage sa famille pour vivre à Beccles. C'est là qu'elle rencontre le révérend Edmund Nelson avec lequel elle se marie le 11 mai 1749. Ils auront onze enfants (dont trois mourront en bas âge), dont Horatio.
Elle était de bonne famille. Par sa mère, elle était liée à Robert Walpole et par son père au poète John Suckling. L'influence de la famille Walpole a permis aux Suckling, notamment ses frères William et Maurice Suckling, d'avoir des carrières réussies.
Le couple déménage après le mariage à Swaffham, dans le Norfolk, puis à Sporle, près de Swaffham, et enfin à Burnham Thorpe.
Catherine meurt à l'âge de 42 ans, laissant Edmund avec huit jeunes enfants. Edmund, affligé de chagrin, l'enterre quatre jours plus tard dans l'église de Burnham Thorpe. Il ne se remariera jamais.